# 11e étape du Tour d'Italie 2023
Pour un article plus général, voir Tour d'Italie 2023.
La 11e étape du Tour d'Italie 2023 se déroule le mercredi 17 mai 2023 de Camaiore en Toscane à Tortone dans le Piémont, sur une distance de 219 km.

## Parcours
Le départ de la plus longue étape du Giro 2023 (219 km) a lieu dans la ville toscane de Camaiore située quelques kilomètres au nord de Viareggio où l'arrivée de la veille a été jugée. Le Km 0 est placé à Lido di Camaiore au bord de la Mer de Ligurie dont le parcours suit la côte vers le nord-ouest avant de s'en écarter quelque peu puis d'y revenir en passant par la ville de Sestri Levante. Le tracé quitte alors définitivement la côte ligurienne pour s'orienter vers le nord jusqu'à la ville d'arrivée de Tortone, la ville où Fausto Coppi décéda en 1960.
Cette étape ne compte pas beaucoup de difficultés (deux cols de 3e catégorie et un col de 4e catégorie) et pourrait faire le jeu des sprinteurs.

## Déroulement de la course
Initiée par le Belge Laurenz Rex (Intermarché-Circus-Wanty) dès le début de la course, l'échappée du jour prend forme. Elle compte six coureurs : Rex, Veljko Stojnić et Alexander Konychev (Corratec), Diego Pablo Sevilla (Eolo Kometa), Thomas Champion (Cofidis) et Filippo Magli (Green Project-Bardiani). L'avance des fuyards atteint rapidement les quatre minutes puis se stabilise pendant une grande partie de l'étape entre deux et trois minutes. Au sommet de la Colla di Boasi (col de 3e catégorie), à 76 km de l'arrivée, l'avance des attaquants sur le peloton est encore de 1 min 35 s. L'écart continue à se réduire sur le peloton emmené par les équipes des sprinteurs. Dans la descente de ce col, à environ 70 km du terme, une importante chute se produit dans le peloton. Les trois premiers du classement général (Geraint Thomas, Primož Roglič et Tao Geoghegan Hart) tombent. Si les deux premiers se relèvent et poursuivent rapidement la course, Geoghegan Hart est emmené en ambulance tandis que Pavel Sivakov repart très attardé. Dans la dernière montée du jour classée en 4e catégorie, le groupe de tête explose et ne compte plus que trois unités : Stojnić, Rex et Champion. Mais le peloton est revenu à 30 secondes au sommet (43 km de l'arrivée). Toutefois, Rex et Stojnić, qui ont lâché Champion, augmentent leur avance sur le peloton à une minute à 30 km du but avant que cet écart ne se réduise inexorablement. Laurenz Rex est le dernier à être repris par le peloton sous la banderole des cinq kilomètres. La victoire se joue au sprint. Jonathan Milan (Bahrain Victorious) et Pascal Ackermann (UAE Emirates) franchissent la ligne d'arrivée ensemble et doivent être départagés par la photo-finish. C'est finalement Ackermann qui est déclaré vainqueur.
Depuis le départ jusqu'à l'issue de cette étape, on note l'abandon de 36 coureurs.

## Résultats

### Classement de l'étape
| \| Classement de l'étape \| Classement de l'étape \| Classement de l'étape \| Classement de l'étape \| Classement de l'étape \| \| Coureur \| Coureur \| Pays \| Équipe \| Temps \| \| --------------------- \| --------------------- \| --------------------- \| ------------------------ \| --------------------- \| \| 1er \| Pascal Ackermann \| Allemagne \| UAE Team Emirates \| 5 h 09 min 02 s \| \| 2e \| Jonathan Milan \| Italie \| Bahrain Victorious \| + 0 s \| \| 3e \| Mark Cavendish \| Royaume-Uni \| Astana Qazaqstan Team \| + 0 s \| \| 4e \| Mads Pedersen \| Danemark \| Trek-Segafredo \| + 0 s \| \| 5e \| Stefano Oldani \| Italie \| Alpecin-Deceuninck \| + 0 s \| \| 6e \| Vincenzo Albanese \| Italie \| Eolo-Kometa \| + 0 s \| \| 7e \| Marius Mayrhofer \| Allemagne \| Team DSM \| + 0 s \| \| 8e \| Davide Ballerini \| Italie \| Soudal Quick-Step \| + 0 s \| \| 9e \| Simone Consonni \| Italie \| Cofidis \| + 0 s \| \| 10e \| Arne Marit \| Belgique \| Intermarché-Circus-Wanty \| + 0 s \| |                   |             |                          |                 |
| |                   |             |                          |                 |
| Source : ProCyclingStats |                   |             |                          |                 |
| Classement de l'étape |                   |             |                          |                 |
| Coureur | Coureur           | Pays        | Équipe                   | Temps           |
| 1er | Pascal Ackermann  | Allemagne   | UAE Team Emirates        | 5 h 09 min 02 s |
| 2e | Jonathan Milan    | Italie      | Bahrain Victorious       | + 0 s           |
| 3e | Mark Cavendish    | Royaume-Uni | Astana Qazaqstan Team    | + 0 s           |
| 4e | Mads Pedersen     | Danemark    | Trek-Segafredo           | + 0 s           |
| 5e | Stefano Oldani    | Italie      | Alpecin-Deceuninck       | + 0 s           |
| 6e | Vincenzo Albanese | Italie      | Eolo-Kometa              | + 0 s           |
| 7e | Marius Mayrhofer  | Allemagne   | Team DSM                 | + 0 s           |
| 8e | Davide Ballerini  | Italie      | Soudal Quick-Step        | + 0 s           |
| 9e | Simone Consonni   | Italie      | Cofidis                  | + 0 s           |
| 10e | Arne Marit        | Belgique    | Intermarché-Circus-Wanty | + 0 s           |

### Points attribués pour le classement par points
| Sprint intermédiaire Borghetto di Vara (km 62,1) | Sprint intermédiaire Borghetto di Vara (km 62,1) | Sprint intermédiaire Borghetto di Vara (km 62,1) | Sprint intermédiaire Borghetto di Vara (km 62,1) | Sprint intermédiaire Borghetto di Vara (km 62,1) |
| ------------------------------------------------ | ------------------------------------------------ | ------------------------------------------------ | ------------------------------------------------ | ------------------------------------------------ |
|                                                  | Coureur                                          | Pays                                             | Équipe                                           | Point(s)                                         |
| 1er                                              | Veljko Stojnić                                   | Serbie                                           | Corratec                                         | 12                                               |
| 2e                                               | Laurenz Rex                                      | Belgique                                         | Intermarché-Circus-Wanty                         | 8                                                |
| 3e                                               | Diego Pablo Sevilla                              | Espagne                                          | Eolo-Kometa                                      | 6                                                |
| 4e                                               | Thomas Champion                                  | France                                           | Cofidis                                          | 5                                                |
| 5e                                               | Filippo Magli                                    | Italie                                           | Green Project-Bardiani CSF-Faizanè               | 4                                                |
| 6e                                               | Alexander Konychev                               | Italie                                           | Corratec                                         | 3                                                |
| 7e                                               | Jonathan Milan                                   | Italie                                           | Bahrain Victorious                               | 2                                                |
| 8e                                               | Mads Pedersen                                    | Danemark                                         | Trek-Segafredo                                   | 1                                                |
| modifier                                         |                                                  |                                                  |                                                  |                                                  |

| Arrivée d'étape Tortone (km 219) | Arrivée d'étape Tortone (km 219) | Arrivée d'étape Tortone (km 219) | Arrivée d'étape Tortone (km 219)   | Arrivée d'étape Tortone (km 219) |
| -------------------------------- | -------------------------------- | -------------------------------- | ---------------------------------- | -------------------------------- |
|                                  | Coureur                          | Pays                             | Équipe                             | Point(s)                         |
| 1er                              | Pascal Ackermann                 | Allemagne                        | UAE Emirates                       | 50                               |
| 2e                               | Jonathan Milan                   | Italie                           | Bahrain Victorious                 | 35                               |
| 3e                               | Mark Cavendish                   | Grande-Bretagne                  | Astana Qazaqstan                   | 25                               |
| 4e                               | Mads Pedersen                    | Danemark                         | Trek-Segafredo                     | 18                               |
| 5e                               | Stefano Oldani                   | Italie                           | Alpecin-Deceuninck                 | 14                               |
| 6e                               | Vincenzo Albanese                | Italie                           | Eolo-Kometa                        | 12                               |
| 7e                               | Marius Mayrhofer                 | Allemagne                        | DSM                                | 10                               |
| 8e                               | Davide Ballerini                 | Italie                           | Soudal Quick-Step                  | 8                                |
| 9e                               | Simone Consonni                  | Italie                           | Cofidis                            | 7                                |
| 10e                              | Arne Marit                       | Belgique                         | Intermarché-Circus-Wanty           | 6                                |
| 11e                              | Niccolò Bonifazio                | Italie                           | Intermarché-Circus-Wanty           | 5                                |
| 12e                              | Max Kanter                       | Allemagne                        | Movistar                           | 4                                |
| 13e                              | Filippo Fiorelli                 | Italie                           | Green Project-Bardiani CSF-Faizanè | 3                                |
| 14e                              | Fabian Lienhard                  | Suisse                           | Groupama-FDJ                       | 2                                |
| 15e                              | Martin Marcellusi                | Italie                           | Green Project-Bardiani CSF-Faizanè | 1                                |
| modifier                         |                                  |                                  |                                    |                                  |

### Points attribués pour le classement du meilleur grimpeur
| Passo del Bracco (km 80) 3e catégorie (10,4 km à 4,4%) | Passo del Bracco (km 80) 3e catégorie (10,4 km à 4,4%) | Passo del Bracco (km 80) 3e catégorie (10,4 km à 4,4%) | Passo del Bracco (km 80) 3e catégorie (10,4 km à 4,4%) | Passo del Bracco (km 80) 3e catégorie (10,4 km à 4,4%) |
| ------------------------------------------------------ | ------------------------------------------------------ | ------------------------------------------------------ | ------------------------------------------------------ | ------------------------------------------------------ |
|                                                        | Coureur                                                | Pays                                                   | Équipe                                                 | Point(s)                                               |
| 1er                                                    | Veljko Stojnić                                         | Serbie                                                 | Corratec                                               | 9                                                      |
| 2e                                                     | Diego Pablo Sevilla                                    | Espagne                                                | Eolo-Kometa                                            | 4                                                      |
| 3e                                                     | Filippo Magli                                          | Italie                                                 | Green Project-Bardiani CSF-Faizanè                     | 2                                                      |
| 4e                                                     | Thomas Champion                                        | France                                                 | Cofidis                                                | 1                                                      |
| modifier                                               |                                                        |                                                        |                                                        |                                                        |

| Colla di Boasi (km 143) 3e catégorie (9,2 km à 4%) | Colla di Boasi (km 143) 3e catégorie (9,2 km à 4%) | Colla di Boasi (km 143) 3e catégorie (9,2 km à 4%) | Colla di Boasi (km 143) 3e catégorie (9,2 km à 4%) | Colla di Boasi (km 143) 3e catégorie (9,2 km à 4%) |
| -------------------------------------------------- | -------------------------------------------------- | -------------------------------------------------- | -------------------------------------------------- | -------------------------------------------------- |
|                                                    | Coureur                                            | Pays                                               | Équipe                                             | Point(s)                                           |
| 1er                                                | Veljko Stojnić                                     | Serbie                                             | Corratec                                           | 9                                                  |
| 2e                                                 | Filippo Magli                                      | Italie                                             | Green Project-Bardiani CSF-Faizanè                 | 4                                                  |
| 3e                                                 | Diego Pablo Sevilla                                | Espagne                                            | Eolo-Kometa                                        | 2                                                  |
| 4e                                                 | Thomas Champion                                    | France                                             | Cofidis                                            | 1                                                  |
| modifier                                           |                                                    |                                                    |                                                    |                                                    |

| \| Passo della Castagnola (km 176,2) 4e catégorie (5 km à 4,5%) \| Passo della Castagnola (km 176,2) 4e catégorie (5 km à 4,5%) \| Passo della Castagnola (km 176,2) 4e catégorie (5 km à 4,5%) \| Passo della Castagnola (km 176,2) 4e catégorie (5 km à 4,5%) \| Passo della Castagnola (km 176,2) 4e catégorie (5 km à 4,5%) \| \| ------------------------------------------------------------ \| ------------------------------------------------------------ \| ------------------------------------------------------------ \| ------------------------------------------------------------ \| ------------------------------------------------------------ \| \| \| Coureur \| Pays \| Équipe \| Point(s) \| \| 1er \| Veljko Stojnić \| Serbie \| Corratec \| 3 \| \| 2e \| Laurenz Rex \| Belgique \| Intermarché-Circus-Wanty \| 2 \| \| 3e \| Filippo Magli \| Italie \| Green Project-Bardiani CSF-Faizanè \| 1 \| \| modifier \| \| \| \| \| |                |          |                                    |          |
| Passo della Castagnola (km 176,2) 4e catégorie (5 km à 4,5%) |                |          |                                    |          |
| | Coureur        | Pays     | Équipe                             | Point(s) |
| 1er | Veljko Stojnić | Serbie   | Corratec                           | 3        |
| 2e | Laurenz Rex    | Belgique | Intermarché-Circus-Wanty           | 2        |
| 3e | Filippo Magli  | Italie   | Green Project-Bardiani CSF-Faizanè | 1        |
| modifier |                |          |                                    |          |

### Points attribués pour le classement des sprints intermédiaires
| Sprint intermédiaire Borghetto di Vara (km 62,1) | Sprint intermédiaire Borghetto di Vara (km 62,1) | Sprint intermédiaire Borghetto di Vara (km 62,1) | Sprint intermédiaire Borghetto di Vara (km 62,1) | Sprint intermédiaire Borghetto di Vara (km 62,1) |
| ------------------------------------------------ | ------------------------------------------------ | ------------------------------------------------ | ------------------------------------------------ | ------------------------------------------------ |
|                                                  | Coureur                                          | Pays                                             | Équipe                                           | Point(s)                                         |
| 1er                                              | Veljko Stojnić                                   | Serbie                                           | Corratec                                         | 10                                               |
| 2e                                               | Laurenz Rex                                      | Belgique                                         | Intermarché-Circus-Wanty                         | 6                                                |
| 3e                                               | Diego Pablo Sevilla                              | Espagne                                          | Eolo-Kometa                                      | 3                                                |
| 4e                                               | Thomas Champion                                  | France                                           | Cofidis                                          | 2                                                |
| 5e                                               | Filippo Magli                                    | Italie                                           | Green Project-Bardiani CSF-Faizanè               | 1                                                |
| modifier                                         |                                                  |                                                  |                                                  |                                                  |

| Sprint intermédiaire Busalla (km 169,7) | Sprint intermédiaire Busalla (km 169,7) | Sprint intermédiaire Busalla (km 169,7) | Sprint intermédiaire Busalla (km 169,7) | Sprint intermédiaire Busalla (km 169,7) |
| --------------------------------------- | --------------------------------------- | --------------------------------------- | --------------------------------------- | --------------------------------------- |
|                                         | Coureur                                 | Pays                                    | Équipe                                  | Point(s)                                |
| 1er                                     | Veljko Stojnić                          | Serbie                                  | Corratec                                | 10                                      |
| 2e                                      | Thomas Champion                         | France                                  | Cofidis                                 | 6                                       |
| 3e                                      | Diego Pablo Sevilla                     | Espagne                                 | Eolo-Kometa                             | 3                                       |
| 4e                                      | Filippo Magli                           | Italie                                  | Green Project-Bardiani CSF-Faizanè      | 2                                       |
| 5e                                      | Alexander Konychev                      | Italie                                  | Corratec                                | 1                                       |
| modifier                                |                                         |                                         |                                         |                                         |

### Bonifications
|   | Coureur             | Pays    | Équipe      | Secondes |
| - | ------------------- | ------- | ----------- | -------- |
| 1 | Veljko Stojnić      | Serbie  | Corratec    | 3 s      |
| 2 | Thomas Champion     | France  | Cofidis     | 2 s      |
| 3 | Diego Pablo Sevilla | Espagne | Eolo-Kometa | 1 s      |

|   | Coureur          | Pays            | Équipe             | Secondes |
| - | ---------------- | --------------- | ------------------ | -------- |
| 1 | Pascal Ackermann | Allemagne       | UAE Emirates       | 10 s     |
| 2 | Jonathan Milan   | Italie          | Bahrain Victorious | 6 s      |
| 3 | Mark Cavendish   | Grande-Bretagne | Astana Qazaqstan   | 4 s      |

## Classements à l'issue de l'étape

### Classement général
| \| Classement général \| Classement général \| Classement général \| Classement général \| Classement général \| \| Coureur \| Coureur \| Pays \| Équipe \| Temps \| \| ------------------ \| ---------------------- \| ------------------ \| ------------------ \| ------------------ \| \| 1er \| Geraint Thomas \| Royaume-Uni \| Ineos Grenadiers \| 44 h 35 min 35 s \| \| 2e \| Primož Roglič \| Slovénie \| Jumbo-Visma \| + 2 s \| \| 3e \| João Almeida \| Portugal \| UAE Team Emirates \| + 22 s \| \| 4e \| Andreas Leknessund \| Norvège \| Team DSM \| + 35 s \| \| 5e \| Damiano Caruso \| Italie \| Bahrain Victorious \| + 1 min 28 s \| \| 6e \| Lennard Kämna \| Allemagne \| Bora-Hansgrohe \| + 1 min 52 s \| \| 7e \| Eddie Dunbar \| Irlande \| Team Jayco AlUla \| + 2 min 32 s \| \| 8e \| Thymen Arensman \| Pays-Bas \| Ineos Grenadiers \| + 2 min 32 s \| \| 9e \| Laurens De Plus \| Belgique \| Ineos Grenadiers \| + 2 min 36 s \| \| 10e \| Aurélien Paret-Peintre \| France \| AG2R Citroën Team \| + 2 min 48 s \| |                        |             |                    |                  |
| |                        |             |                    |                  |
| Source : ProCyclingStats |                        |             |                    |                  |
| Classement général |                        |             |                    |                  |
| Coureur | Coureur                | Pays        | Équipe             | Temps            |
| 1er | Geraint Thomas         | Royaume-Uni | Ineos Grenadiers   | 44 h 35 min 35 s |
| 2e | Primož Roglič          | Slovénie    | Jumbo-Visma        | + 2 s            |
| 3e | João Almeida           | Portugal    | UAE Team Emirates  | + 22 s           |
| 4e | Andreas Leknessund     | Norvège     | Team DSM           | + 35 s           |
| 5e | Damiano Caruso         | Italie      | Bahrain Victorious | + 1 min 28 s     |
| 6e | Lennard Kämna          | Allemagne   | Bora-Hansgrohe     | + 1 min 52 s     |
| 7e | Eddie Dunbar           | Irlande     | Team Jayco AlUla   | + 2 min 32 s     |
| 8e | Thymen Arensman        | Pays-Bas    | Ineos Grenadiers   | + 2 min 32 s     |
| 9e | Laurens De Plus        | Belgique    | Ineos Grenadiers   | + 2 min 36 s     |
| 10e | Aurélien Paret-Peintre | France      | AG2R Citroën Team  | + 2 min 48 s     |

| Classement par points | Classement par points | Classement par points | Classement par points | Classement par points |
| Coureur               | Coureur               | Pays                  | Équipe                | Points                |
| --------------------- | --------------------- | --------------------- | --------------------- | --------------------- |
| 1er                   | Jonathan Milan        | Italie                | Bahrain Victorious    | 164 pts               |
| 2e                    | Mads Pedersen         | Danemark              | Trek-Segafredo        | 128 pts               |
| 3e                    | Kaden Groves          | Australie             | Alpecin-Deceuninck    | 100 pts               |
| 4e                    | Pascal Ackermann      | Allemagne             | UAE Team Emirates     | 88 pts                |
| 5e                    | Derek Gee             | Canada                | Israel-Premier Tech   | 64 pts                |
| 6e                    | Michael Matthews      | Australie             | Team Jayco AlUla      | 60 pts                |
| 7e                    | Magnus Cort Nielsen   | Danemark              | EF Education-EasyPost | 56 pts                |
| 8e                    | Mark Cavendish        | Royaume-Uni           | Astana Qazaqstan Team | 51 pts                |
| 9e                    | Vincenzo Albanese     | Italie                | Eolo-Kometa           | 44 pts                |
| 10e                   | Davide Bais           | Italie                | Eolo-Kometa           | 39 pts                |

| Classement par points | Classement par points | Classement par points | Classement par points | Classement par points |
| Coureur               | Coureur               | Pays                  | Équipe                | Points                |
| --------------------- | --------------------- | --------------------- | --------------------- | --------------------- |
| 1er                   | Jonathan Milan        | Italie                | Bahrain Victorious    | 164 pts               |
| 2e                    | Mads Pedersen         | Danemark              | Trek-Segafredo        | 128 pts               |
| 3e                    | Kaden Groves          | Australie             | Alpecin-Deceuninck    | 100 pts               |
| 4e                    | Pascal Ackermann      | Allemagne             | UAE Team Emirates     | 88 pts                |
| 5e                    | Derek Gee             | Canada                | Israel-Premier Tech   | 64 pts                |
| 6e                    | Michael Matthews      | Australie             | Team Jayco AlUla      | 60 pts                |
| 7e                    | Magnus Cort Nielsen   | Danemark              | EF Education-EasyPost | 56 pts                |
| 8e                    | Mark Cavendish        | Royaume-Uni           | Astana Qazaqstan Team | 51 pts                |
| 9e                    | Vincenzo Albanese     | Italie                | Eolo-Kometa           | 44 pts                |
| 10e                   | Davide Bais           | Italie                | Eolo-Kometa           | 39 pts                |

| Classement de la montagne | Classement de la montagne | Classement de la montagne | Classement de la montagne  | Classement de la montagne |
| Coureur                   | Coureur                   | Pays                      | Équipe                     | Points                    |
| ------------------------- | ------------------------- | ------------------------- | -------------------------- | ------------------------- |
| 1er                       | Davide Bais               | Italie                    | Eolo-Kometa                | 104 pts                   |
| 2e                        | Thibaut Pinot             | France                    | Groupama-FDJ               | 50 pts                    |
| 3e                        | Karel Vacek               | Tchéquie                  | Team Corratec-Selle Italia | 36 pts                    |
| 4e                        | Amanuel Ghebreigzabhier   | Érythrée                  | Trek-Segafredo             | 26 pts                    |
| 5e                        | Ben Healy                 | Irlande                   | EF Education-EasyPost      | 24 pts                    |
| 6e                        | Aurélien Paret-Peintre    | France                    | AG2R Citroën Team          | 22 pts                    |
| 7e                        | Alessandro De Marchi      | Italie                    | Team Jayco AlUla           | 22 pts                    |
| 8e                        | Veljko Stojnić            | Serbie                    | Team Corratec-Selle Italia | 21 pts                    |
| 9e                        | Francesco Gavazzi         | Italie                    | Eolo-Kometa                | 18 pts                    |
| 10e                       | Warren Barguil            | France                    | Arkéa-Samsic               | 16 pts                    |

| Classement de la montagne | Classement de la montagne | Classement de la montagne | Classement de la montagne  | Classement de la montagne |
| Coureur                   | Coureur                   | Pays                      | Équipe                     | Points                    |
| ------------------------- | ------------------------- | ------------------------- | -------------------------- | ------------------------- |
| 1er                       | Davide Bais               | Italie                    | Eolo-Kometa                | 104 pts                   |
| 2e                        | Thibaut Pinot             | France                    | Groupama-FDJ               | 50 pts                    |
| 3e                        | Karel Vacek               | Tchéquie                  | Team Corratec-Selle Italia | 36 pts                    |
| 4e                        | Amanuel Ghebreigzabhier   | Érythrée                  | Trek-Segafredo             | 26 pts                    |
| 5e                        | Ben Healy                 | Irlande                   | EF Education-EasyPost      | 24 pts                    |
| 6e                        | Aurélien Paret-Peintre    | France                    | AG2R Citroën Team          | 22 pts                    |
| 7e                        | Alessandro De Marchi      | Italie                    | Team Jayco AlUla           | 22 pts                    |
| 8e                        | Veljko Stojnić            | Serbie                    | Team Corratec-Selle Italia | 21 pts                    |
| 9e                        | Francesco Gavazzi         | Italie                    | Eolo-Kometa                | 18 pts                    |
| 10e                       | Warren Barguil            | France                    | Arkéa-Samsic               | 16 pts                    |

| Classement du meilleur jeune | Classement du meilleur jeune | Classement du meilleur jeune | Classement du meilleur jeune | Classement du meilleur jeune |
| Coureur                      | Coureur                      | Pays                         | Équipe                       | Temps                        |
| ---------------------------- | ---------------------------- | ---------------------------- | ---------------------------- | ---------------------------- |
| 1er                          | João Almeida                 | Portugal                     | UAE Team Emirates            | 44 h 35 min 57 s             |
| 2e                           | Andreas Leknessund           | Norvège                      | Team DSM                     | + 13 s                       |
| 3e                           | Thymen Arensman              | Pays-Bas                     | Ineos Grenadiers             | + 2 min 10 s                 |
| 4e                           | Santiago Buitrago            | Colombie                     | Bahrain Victorious           | + 4 min 18 s                 |
| 5e                           | Ilan Van Wilder              | Belgique                     | Soudal Quick-Step            | + 11 min 45 s                |
| 6e                           | Alexander Cepeda             | Équateur                     | EF Education-EasyPost        | + 13 min 23 s                |
| 7e                           | Einer Rubio                  | Colombie                     | Movistar Team                | + 16 min 48 s                |
| 8e                           | Michel Hessmann              | Allemagne                    | Jumbo-Visma                  | + 17 min 50 s                |
| 9e                           | Filippo Zana                 | Italie                       | Team Jayco AlUla             | + 23 min 52 s                |
| 10e                          | Marco Frigo                  | Italie                       | Israel-Premier Tech          | + 25 min 29 s                |

| Classement du meilleur jeune | Classement du meilleur jeune | Classement du meilleur jeune | Classement du meilleur jeune | Classement du meilleur jeune |
| Coureur                      | Coureur                      | Pays                         | Équipe                       | Temps                        |
| ---------------------------- | ---------------------------- | ---------------------------- | ---------------------------- | ---------------------------- |
| 1er                          | João Almeida                 | Portugal                     | UAE Team Emirates            | 44 h 35 min 57 s             |
| 2e                           | Andreas Leknessund           | Norvège                      | Team DSM                     | + 13 s                       |
| 3e                           | Thymen Arensman              | Pays-Bas                     | Ineos Grenadiers             | + 2 min 10 s                 |
| 4e                           | Santiago Buitrago            | Colombie                     | Bahrain Victorious           | + 4 min 18 s                 |
| 5e                           | Ilan Van Wilder              | Belgique                     | Soudal Quick-Step            | + 11 min 45 s                |
| 6e                           | Alexander Cepeda             | Équateur                     | EF Education-EasyPost        | + 13 min 23 s                |
| 7e                           | Einer Rubio                  | Colombie                     | Movistar Team                | + 16 min 48 s                |
| 8e                           | Michel Hessmann              | Allemagne                    | Jumbo-Visma                  | + 17 min 50 s                |
| 9e                           | Filippo Zana                 | Italie                       | Team Jayco AlUla             | + 23 min 52 s                |
| 10e                          | Marco Frigo                  | Italie                       | Israel-Premier Tech          | + 25 min 29 s                |

| Classement par équipes | Classement par équipes | Classement par équipes | Classement par équipes |
| Équipe                 | Équipe                 | Pays                   | Temps                  |
| ---------------------- | ---------------------- | ---------------------- | ---------------------- |
| 1re                    | Ineos Grenadiers       | Royaume-Uni            | 133 h 46 min 54 s      |
| 2e                     | EF Education-EasyPost  | États-Unis             | + 6 min 17 s           |
| 3e                     | Bahrain Victorious     | Bahreïn                | + 6 min 19 s           |
| 4e                     | Jumbo-Visma            | Pays-Bas               | + 8 min 09 s           |
| 5e                     | UAE Team Emirates      | Émirats arabes unis    | + 10 min 45 s          |
| 6e                     | Soudal Quick-Step      | Belgique               | + 17 min 46 s          |
| 7e                     | Bora-Hansgrohe         | Allemagne              | + 20 min 22 s          |
| 8e                     | Groupama-FDJ           | France                 | + 27 min 01 s          |
| 9e                     | Israel-Premier Tech    | Israël                 | + 27 min 21 s          |
| 10e                    | Astana Qazaqstan Team  | Kazakhstan             | + 33 min 01 s          |

| Classement par équipes | Classement par équipes | Classement par équipes | Classement par équipes |
| Équipe                 | Équipe                 | Pays                   | Temps                  |
| ---------------------- | ---------------------- | ---------------------- | ---------------------- |
| 1re                    | Ineos Grenadiers       | Royaume-Uni            | 133 h 46 min 54 s      |
| 2e                     | EF Education-EasyPost  | États-Unis             | + 6 min 17 s           |
| 3e                     | Bahrain Victorious     | Bahreïn                | + 6 min 19 s           |
| 4e                     | Jumbo-Visma            | Pays-Bas               | + 8 min 09 s           |
| 5e                     | UAE Team Emirates      | Émirats arabes unis    | + 10 min 45 s          |
| 6e                     | Soudal Quick-Step      | Belgique               | + 17 min 46 s          |
| 7e                     | Bora-Hansgrohe         | Allemagne              | + 20 min 22 s          |
| 8e                     | Groupama-FDJ           | France                 | + 27 min 01 s          |
| 9e                     | Israel-Premier Tech    | Israël                 | + 27 min 21 s          |
| 10e                    | Astana Qazaqstan Team  | Kazakhstan             | + 33 min 01 s          |

## Abandons
- Jonathan Caicedo (EF Education-EasyPost) : non-partant
- Mattia Cattaneo (Soudal Quick-Step) : non-partant (positif au Covid-19)
- Josef Černý (Soudal Quick-Step) : non-partant (positif au Covid-19)
- Stefano Gandin (Corratec) : non-partant (positif au Covid-19)
- Tao Geoghegan Hart (Ineos Grenadiers) : abandon
- Jan Hirt (Soudal Quick-Step) : non-partant (positif au Covid-19)
- Óscar Rodríguez Garaicoechea (Movistar) : abandon
- Natnael Tesfatsion (Trek-Segafredo) : non-partant
- Andrea Vendrame (AG2R Citroën) : non-partant (positif au Covid-19)
- Louis Vervaeke (Soudal Quick-Step) : non-partant (positif au Covid-19)